# Prusinowo (powiat gryficki)
Prusinowo – osada w północno-zachodniej Polsce, położona w północnej części województwa zachodniopomorskiego, w powiecie gryfickim, w gminie Gryfice. Znajduje się tu siedziba leśnictwa.

## Rys historyczny
W 1375 r. jako właściciel został wymieniony Eggert Raven – wikary w gryfickim kościele pochodzący z miejscowości Rutzenow. Z kolei w 1502 r. właścicielem wsi był Heinrich Flrming. Prusinowo odwiedził marszałek Rzeszy – von Hindenburg. Do 1945 r. nazwa wsi brzmiała: Rutznow. Powojenna nazwa przejściowa to Ryszew.
W latach 1946–1998 miejscowość należała administracyjnie do województwa szczecińskiego.

## Warunki naturalne

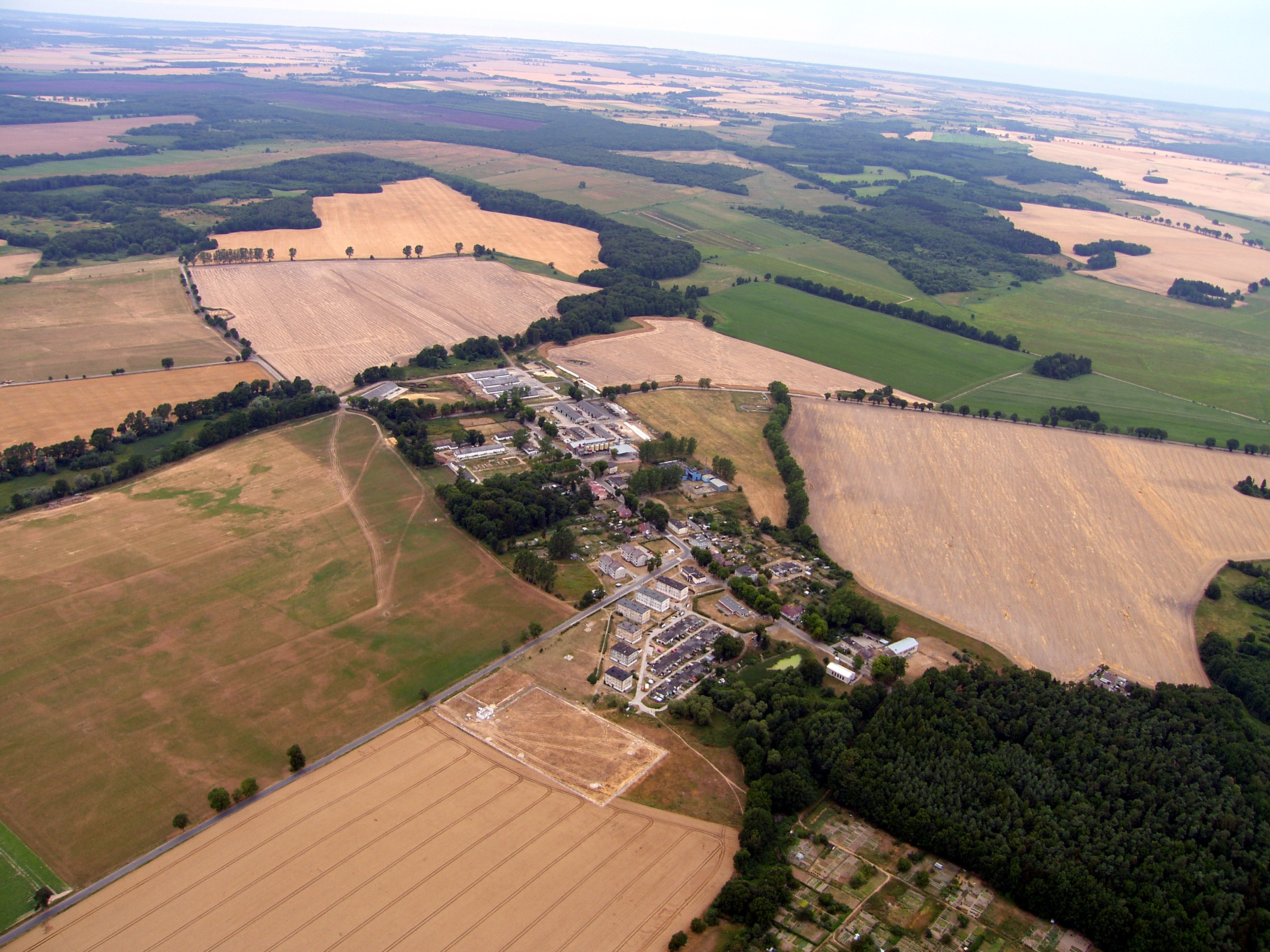
Położenie wsi

Prusinowo położone jest w północnej części gminy Gryfice.
Klimat miejscowości Prusinowo posiada cechy charakterystyczne dla klimatu morskiego; mała amplituda roczna, duża wilgotność i wietrzność, krótki okres występowania zimy, chłodniejsze lata i łagodniejsze zimy.

## Oświata
W Prusinowie znajduje się szkoła podstawowa, obwód szkoły obejmuje następujące miejscowości: Prusinowo, Przybiernówko, Grądy, Niekładź, Sikory, Zielin, Mierzyn. Prusinowo to niewielka wieś znajdująca się kilka kilometrów od Gryfic. Początek polskiej historii szkoły podstawowej to rok 1951, gdzie dyrektorem była Zofia Hulecka. W 1953 roku zastąpiła ją pani Maria Otto, która pełniła funkcję dyrektora 15 lat. Od 1968 dzieci mogły uczęszczać do szkoły 8-letniej, którą kierowali kolejno: Wacław Piasecki, Halina Biernacka oraz Leonard Domagała. Od 1974 roku w Prusinowie mieścił się punkt filialny Zbiorczej Szkoły Gminnej w Gryficach, a uczniowie po ukończeniu klasy czwartej byli dowożeni do Gryfic. Funkcję kierownika szkoły pełniła w tym czasie pani Krystyna Mielniczuk. Rozbudowa wsi związana z rozwojem istniejącej tu Spółdzielni Hodowlano-Rolniczej pozwoliła na rozbudowę szkoły i od 1986 r. SP w Prusinowie stała się z powrotem szkołą 8-letnią, a jej dyrektorem przez kolejnych 12 lat był Krzysztof Wika. Od 1998 roku, przez kolejne 4 lata, szkołą kierowała pani Ewa Wika. Początkowo była to placówka ośmioletnia, a po wdrożeniu reformy oświaty – sześcioletnia z oddziałem przedszkolnym, a do obwodu szkoły dołączono wioski Przybiernówko i Grądy i tak jest do dziś. Od 1951 roku szkołę opuściło 462 absolwentów. Obecnie pracuje tutaj 16 osób, w tym 12 nauczycieli i 4 pracowników administracji i obsługi. Od kilku lat funkcjonuje w szkole pracownia komputerowa z 10 stanowiskami, a od roku bieżącego w zaadaptowanym na potrzeby szkoły mieszkaniu otwarta została biblioteka z Centrum Informacji Multimedialnej.

## Kultura i sport
W miejscowości Prusinowo funkcjonuje zespół sportowy "Orzeł Prusinowo". Klub powstał w 1965 r. przy stacji Hodowli Roślin w Prusinowie. Klub doczekał się nowego boiska do piłki nożnej. Od 2006 roku mieszkańcy posiadają świetlicą wiejską. W miejscowości Prusinowo organizowane są imprezy okolicznościowe takie jak Dzień Dziecka, dożynki, festyny charytatywne, Dzień Seniora i wiele innych.
Obiekty dziedzictwa kulturowego:
- 2 budynki mieszkalne, murowane z początku XX wieku
- cielętnik w zespole folwarcznym, murowany z XIX wieku
- park pałacowy
- aleja kasztanowców
- cmentarz wojenny

## Przyroda
W miejscowości znajduje się 13 drzew, które zostały uznane za pomniki przyrody.
| Gatunek            | Wiek    | Obwód   | Wysokość | Działka ewidencyjna |
| ------------------ | ------- | ------- | -------- | ------------------- |
| Buk zwyczajny      | 150 lat | 366 cm  | 25 m     | 29/21               |
| Platan klonolistny | 150 lat | 257 cm  | 30 m     | 29/21               |
| Jesion wyniosły    | 155 lat | 370 cm  | 30 m     | 29/21               |
| Jesion wyniosły    | 150 lat | 354 cm  | 28 m     | 29/21               |
| Dąb szypułkowy     | 155 lat | 366 cm  | 25 m     | 25                  |
| Buk zwyczajny      | 175 lat | 417 cm  | 28 m     | 263/2 obr. Sikory   |
| Dąb szypułkowy     | 180 lat | 430 lat | 30 m     | 16/3                |
| Grab pospolity     | 170 lat | 410 cm  | 20 m     | 31/26               |
| Grab pospolity     | 155 lat | 372 cm  | 20 m     | 31/26               |
| Dąb szypułkowy     | 180 lat | 421 cm  | 40 m     | 16/3                |
| Dąb szypułkowy     | 240 lat | 555 cm  | 38 m     | 16/3                |
| Dąb szypułkowy     | 180 lat | 435 cm  | 28 m     | 16/3                |
| Jesion wyniosły    | 130 lat | 435 cm  | 38 m     | 16/3                |

## Samorząd mieszkańców
Gmina Gryfice utworzyła jednostkę pomocniczą – "Sołectwo Prusinowo", które obejmuje miejscowości: Prusinowo i Niekładź. Organem uchwałodawczym sołectwa jest zebranie wiejskie, na którym mieszkańcy wybierają sołtysa. Działalność sołtysa wspomaga jest rada sołecka, która liczy od 3 do 7 osób – w zależności jak ustali wyborcze zebranie wiejskie.